# Lucas Romero
Lucas Daniel „Perro” Romero (ur. 18 kwietnia 1994 w Loma Hermosa) – argentyński piłkarz występujący na pozycji defensywnego pomocnika, od 2024 roku zawodnik brazylijskiego Cruzeiro.